# Kōfuku no Kagaku
Cet article concerne le mouvement religieux Happy Science. Pour le Parti de la Réalisation du Bonheur en lien ou son prophète et fondateur, voir Parti de la Réalisation du Bonheur, Ryūhō Ōkawa.
Happy Science (幸福の科学, Kōfuku-no-Kagaku), anciennement Institut de recherche sur le bonheur humain, est un nouveau mouvement religieux et spirituel controversé. Fondé au Japon le 6 octobre 1986 par Ryuho Okawa, il est considéré comme une secte,,.
Le groupe comprend une division de publication appelée IRH Press, des établissements d'enseignement tels que Happy Science Academy et Happy Science University, un parti politique appelé Happiness Realization Party et trois divisions de divertissement multimédia dénommées New Star Production, ARI Production et HS Pictures Studio.

## Histoire

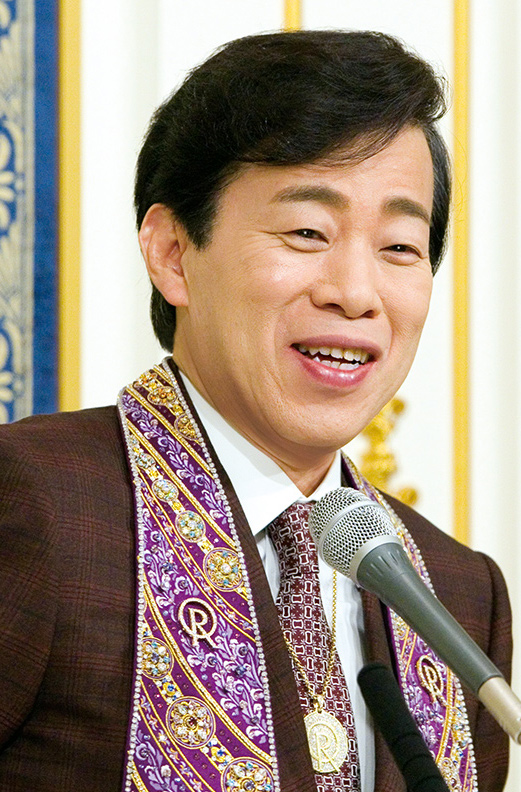
Ryuho Okawa le 15 février 2015.

Fondée le 6 octobre 1986, Happy Science est reconnue au Japon comme une organisation religieuse le 7 mars 1991. Selon Ryuho Okawa, son objectif est « d'apporter le bonheur à l'humanité en diffusant la vérité ». Avant sa fondation, Ryuho Okawa a publié divers ouvrages de « messages spirituels » qui prétendent canaliser les paroles prononcées par des personnalités religieuses et historiques telles que Jésus-Christ, Confucius et Nichiren. Depuis 1987 Ryuho Okawa a publié, entre autres, La Loi du soleil, La loi d'or et La Loi de l'éternité. Ces ouvrages constituent le noyau des manuels de Happy Science, avec le sutra fondamental Le Dharma de l'esprit juste. En 1986, il démissionne de son poste dans une société commerciale pour fonder sa propre religion.

## Enseignements

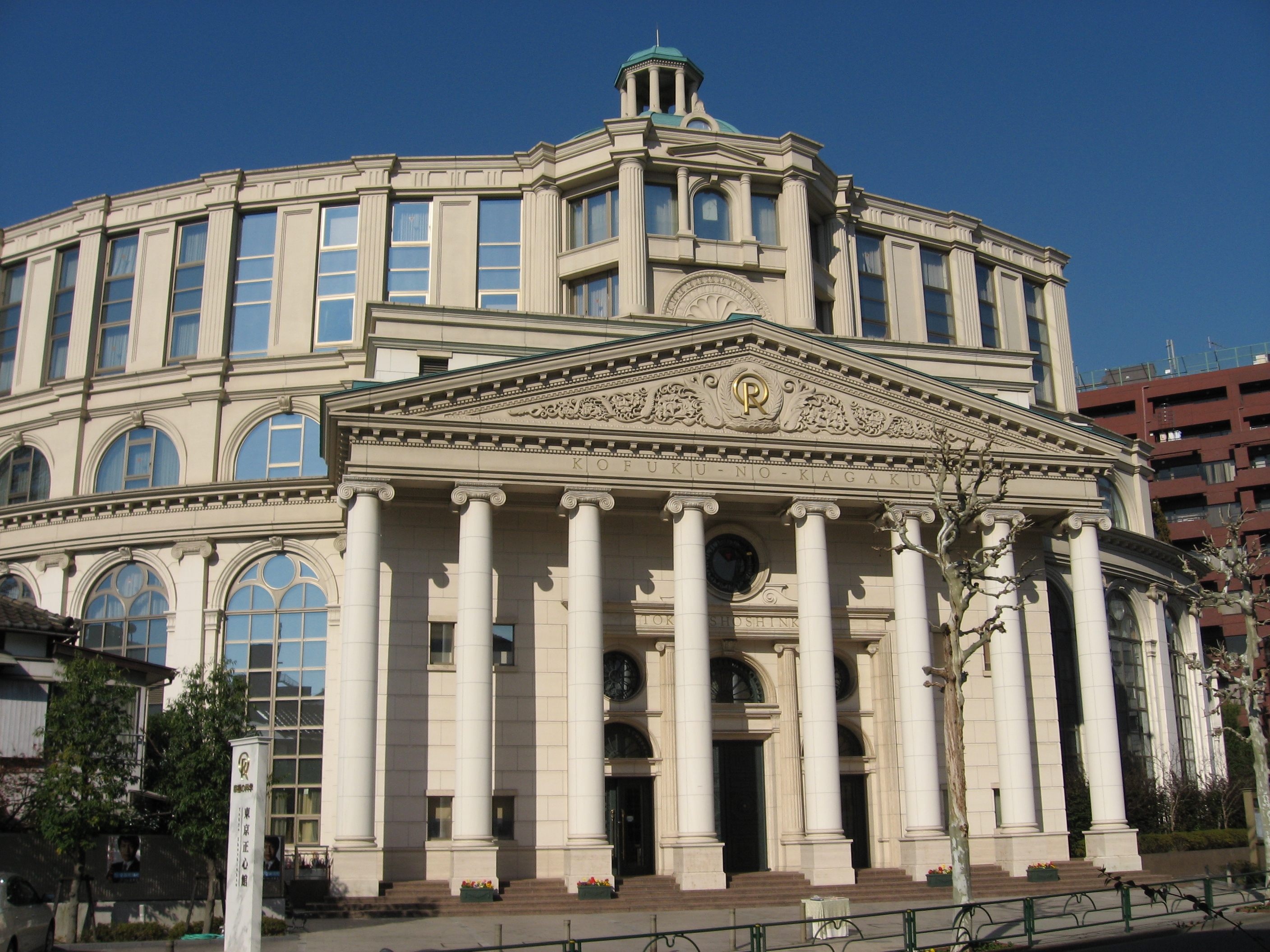

Les enseignements fondamentaux de Happy Science sont l' « Exploration de l'esprit juste », « Le chemin quadruple » et la croyance El Cantare. Selon Okawa, pour obtenir le bonheur, il faut pratiquer les principes du bonheur connus sous le nom du « chemin quadruple » : l'amour qui donne, la sagesse, la réflexion personnelle et le progrès. La seule condition pour rejoindre Happy Science est que les candidats doivent avoir « l'aspiration et la discipline nécessaires pour rechercher la vérité et contribuer activement à la concrétisation de l'amour, de la paix et du bonheur sur la terre ». Parmi d'autres enseignements, ils croient à la réincarnation et aux extraterrestres.
Parallèlement, l'aile politique de l'organisation, le Parti de la réalisation du bonheur, promeut des opinions politiques telles que le soutien à l'expansion militaire japonaise et la dissuasion nucléaire et dément des événements historiques tels que le massacre de Nankin en Chine et la question des femmes de réconfort en Corée du Sud. Le parti prend également position sur les dépenses en infrastructures, la prévention des catastrophes naturelles, le développement urbain et la construction de barrages. Il préconise aussi le conservatisme fiscal, le renforcement de l'alliance américano-japonaise et un leadership fondé sur la vertu. Au printemps 2018, le Parti de la réalisation du bonheur comptait 21 conseillers municipaux.

### Objet de culte
Les fidèles de Happy Science vénèrent une divinité nommée « El Cantare » qui, selon eux, est le « Dieu suprême de la Terre, le Seigneur de tous les dieux ». Ils croient que cet être est né pour la première fois sur Terre il y a 330 millions d'années et que c'est la même entité qui a été vénérée à différentes époques, à savoir Elohim, Odin, Thoth, Ophealis (Osiris) Hermes et le Bouddha Shakyamuni, avec Okawa lui-même comme l'actuelle incarnation.

## Installations

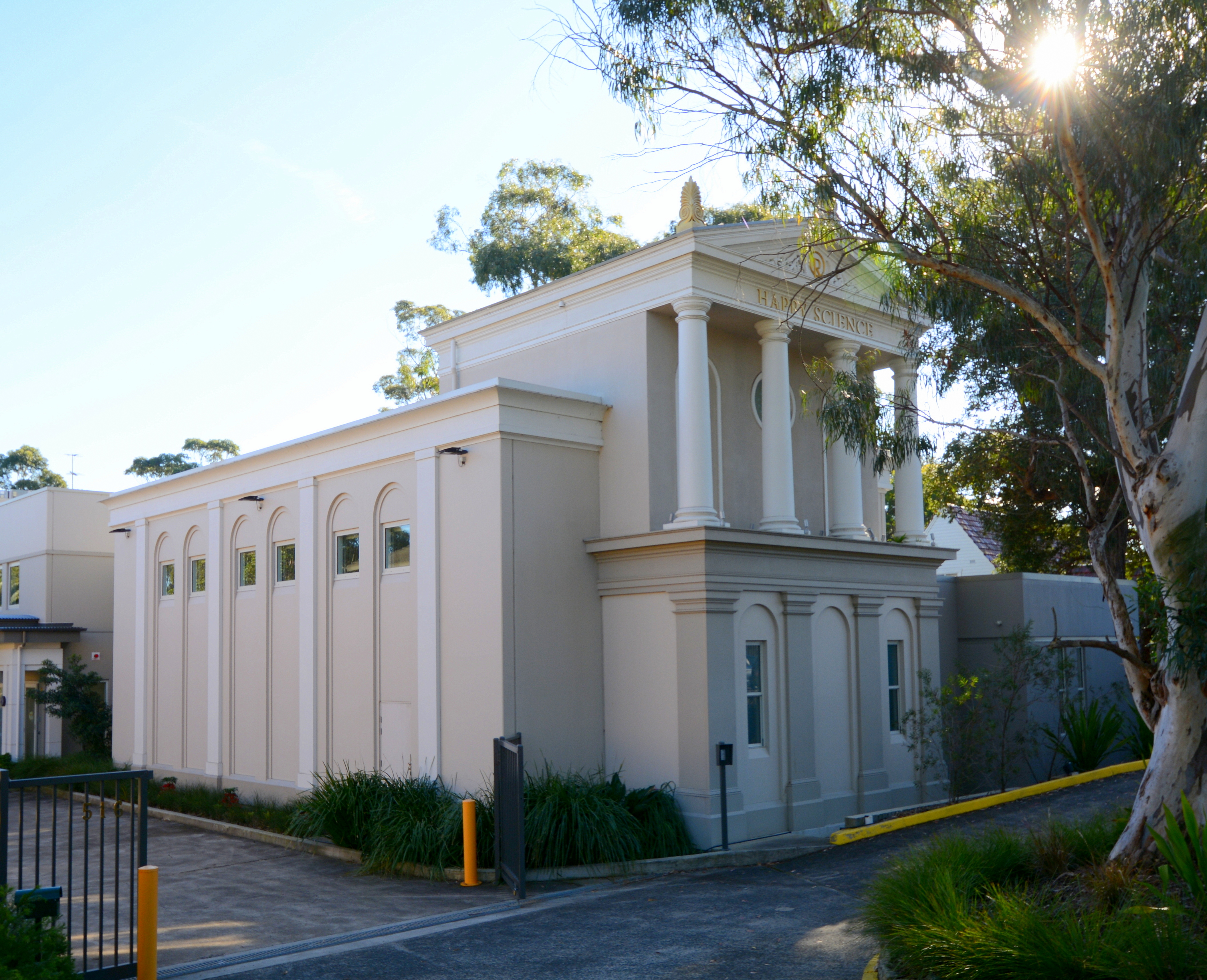
Lieu de culte australien de Happy Science, Pacific Highway, Lane Cove, Sydney

Le quartier général, les lieux de culte et les sites missionnaires sont situés au Japon et dans d'autres pays. Les lieux de culte sont appelés Shoja (精舎 ou vihara en sanskrit) ou Shoshinkan (正心館). Le 1er janvier 1994, la première filiale implantée à l'étranger, « Happiness Science USA » est créée à New York,. L'organisation possède des succursales dans plusieurs pays, dont la Corée du Sud, le Brésil, l'Ouganda, le Royaume-Uni, l'Australie et l'Inde.

## Controverses
Happy Science est l'une des nombreuses nouvelles religions japonaises (shinshūkyō) que la presse et le grand public considèrent comme « controversées ». Selon le Japan Times, « nombreux sont ceux pour qui il y a tout lieu de soupçonner que Happy Science est une secte ». En effet, de nombreux médias japonais, américains, ougandais, indonésiens et australiens qualifient Happy Science de « secte » ,,,.
Happy Science a publié des vidéos promotionnelles affirmant que la Corée du Nord et la République populaire de Chine complotent pour envahir et coloniser le Japon après l'avoir d'abord dominé par la force nucléaire.
En février 2017, l'actrice Fumika Shimizu (en) prend brusquement sa retraite de son ancienne agence de production de divertissement alors qu'elle avait de plusieurs projets de tournage, afin de poursuivre un rôle à plein temps auprès de Happy Science. Elle a affirmé que, sous l'influence de ses parents, tous deux fervents croyants de longue date, elle faisait partie du groupe depuis son enfance .

## Covid-19
En 2020, pendant l’épidémie de Covid-19, Happy Science vend à ses adeptes des « vaccins spirituels »; en février et mars 2020, de grandes réunions de fidèles ont eu lieu, rassemblant plus de mille personnes. Ōkawa soutient que le virus provient de la Chine athée.